# Mistrovství světa v cyklokrosu žen
Mistrovství světa v cyklokrosu žen se koná od r. 2000 v rámci Mistrovství světa v cyklokrosu.

## Přehled
| Rok  | Místo       | Zlato                      | Stříbro              | Bronz                   |
| 2000 | Nizozemsko  | Hanka Kupfernagelová       | Louise Robinsonová   | Daphny Van Den Brandová |
| 2001 | Česko       | Hanka Kupfernagelová       | Corine Dorlandová    | Daphny Van Den Brandová |
| 2002 | Belgie      | Laurence Leboucherová      | Hanka Kupfernagelová | Daphny Van Den Brandová |
| 2003 | Itálie      | Daphny Van Den Brandová    | Hanka Kupfernagelová | Laurence Leboucherová   |
| 2004 | Francie     | Laurence Leboucherová      | Marilyne Salvetatová | Hanka Kupfernagelová    |
| 2005 | Německo     | Hanka Kupfernagelová       | Sabine Spitzová      | Mirjam Melchersová      |
| 2006 | Nizozemsko  | Marianne Vosová            | Hanka Kupfernagelová | Daphny Van Den Brandová |
| 2007 | Belgie      | Marilyne Salvetatová       | Katie Comptonová     | Laurence Leboucherová   |
| 2008 | Itálie      | Hanka Kupfernagelová       | Marianne Vosová      | Laurence Leboucherová   |
| 2009 | Holandsko   | Marianne Vosová            | Hanka Kupfernagelová | Katie Comptonová        |
| 2010 | Česko       | Marianne Vosová            | Hanka Kupfernagelová | Daphny van den Brandová |
| 2011 | Německo     | Marianne Vosová            | Katherine Comptonová | Kateřina Nash           |
| 2012 | Belgie      | Marianne Vosová            | Van den Brandová     | Sanne Cantová           |
| 2013 | USA         | Marianne Vosová            | Katherine Comptonová | Lucie Chainel-Lefèvre   |
| 2014 | Nizozemsko  | Marianne Vosová            | Eva Lechnerová       | Helen Wymanová          |
| 2015 | Česko       | Pauline Ferrand-Prévotová  | Sanne Cantová        | Marianne Vosová         |
| 2016 | Belgie      | Thalita de Jongová         | Caroline Maniová     | Sanne Cantová           |
| 2017 | Lucembursko | Sanne Cantová              | Marianne Vosová      | Kateřina Nash           |
| 2018 | Nizozemsko  | Sanne Cantová              | Katie Comptonová     | Lucinda Brandová        |
| 2019 | Dánsko      | Sanne Cantová              | Lucinda Brandová     | Marianne Vosová         |
| 2020 | Švýcarsko   | Ceylin del Carmen Alvarado | Annemarie Worstová   | Lucinda Brandová        |
| 2021 | Belgie      | Lucinda Brandová           | Annemarie Worstová   | Denise Betsemaová       |
| 2022 | USA         | Marianne Vosová            | Lucinda Brandová     | Silvia Persicová        |
| 2023 | Nizozemsko  | Fem van Empelová           | Puck Pieterseová     | Lucinda Brandová        |
| 2024 | Česko       | Fem van Empelová           | Lucinda Brandová     | Puck Pieterseová        |
| 2025 | Francie     | Fem van Empelová           | Lucinda Brandová     | Puck Pieterseová        |

## Medaile
| Poř.                | Stát                | Zlato | Stříbro | Bronz | celkem |
| 1                   | Nizozemsko          | 15    | 11      | 14    | 40     |
| 2                   | Německo             | 4     | 6       | 1     | 11     |
| 3                   | Francie             | 4     | 2       | 4     | 10     |
| 4                   | Belgie              | 3     | 1       | 2     | 6      |
| 5                   | USA                 | 0     | 4       | 1     | 5      |
| 6                   | Spojené království  | 0     | 1       | 1     | 2      |
| 7                   | Itálie              | 0     | 1       | 1     | 2      |
| 8                   | Česko               | 0     | 0       | 2     | 2      |
| Celkem (po MS 2025) | Celkem (po MS 2025) | 26    | 26      | 26    | 78     |